# Crepitus

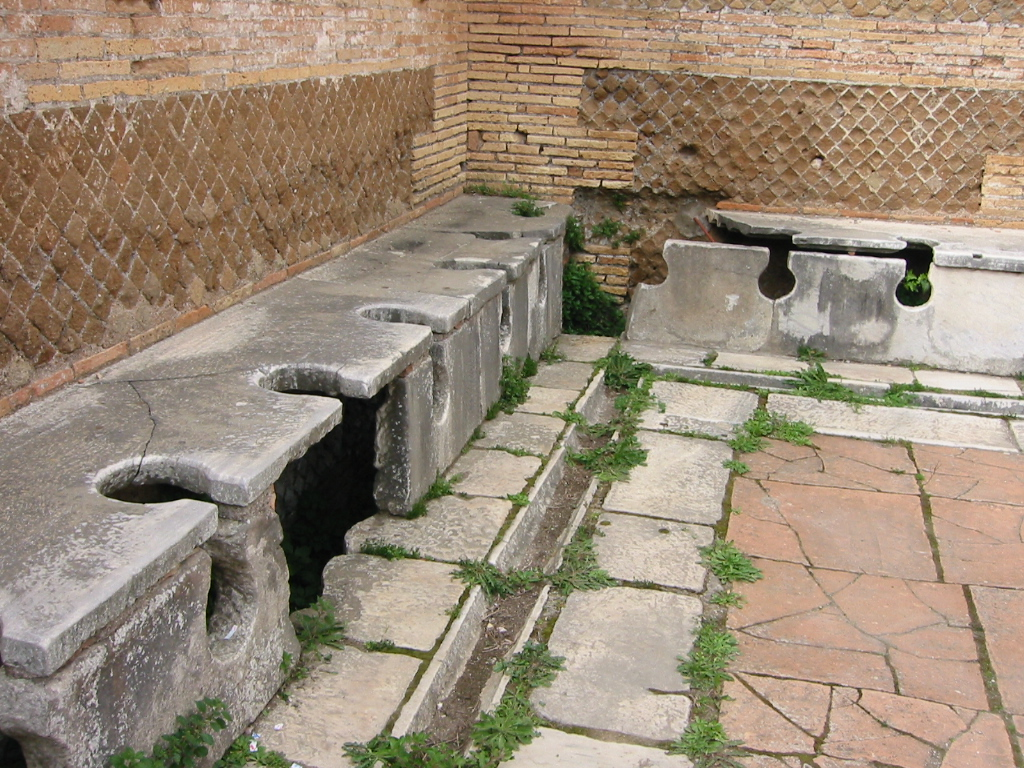
Latrines publiques romaines à Ostie.

Crepitus ou Crépitus est prétendument  le dieu des pets, gaz et autres flatulences, dans la Rome antique. Il est évoqué dans plusieurs œuvres littéraires françaises, mais la seule source antique qui en parle est une satire chrétienne. Le nom Crepitus en latin serait inadéquat et improbable.
Ce dieu populaire aurait été surtout vénéré par les vieilles femmes et les enfants. Il était représenté sous la forme de statues d'hommes au ventre ballonné disposées dans les lieux d'aisance.

## Source de la légende
L’origine du mythe d’un dieu de la flatulence est quelque peu obscure, et il est possible que ce soit une invention. Aucune source polythéiste n’apparaît pour une telle déité.
La mention la plus ancienne d'un dieu de la flatulence concerne la mythologie égyptienne, et non romaine, sous la plume hostile de l'auteur de  Reconnaissances attribuées (de façon douteuse) au pape Clément Ier, dans lesquelles il est rapporté :
alii ... crepitus ventris pro numinibus habendos esse docuerunt.
« d'autres (parmi les Égyptiens) enseignent que le bruit intestinal (latin crepitus ventris) devrait être considéré comme un dieu. »
Il est peu vraisemblable que Clément Ier soit l'auteur des Reconnaissances qui sont probablement une traduction latine d'un original grec de  Tyrannius Rufinus (fin du IVe ou début du Ve siècles). Le passage des reconnaissances relève de la tradition chrétienne occidentale de satire contre les déités mineures des païens ; des passages similaires existent dans la Cité de Dieu
de Saint Augustin et Ad Nationes de Tertullien.

## Dans Voltaire
Voltaire le cite dans son Dictionnaire philosophique :

« La déesse des tétons, dea Rumilia ; la déesse de l’action du mariage, dea Pertunda ; le dieu de la chaise percée, deus Stercutius ; le dieu Pet, deus Crepitus, ne sont pas assurément bien vénérables. Ces puérilités, l’amusement des vieilles et des enfants de Rome, servent seulement à prouver que le mot deus avait des acceptions bien différentes. Il est sûr que deus Crepitus, le dieu Pet, ne donnait pas la même idée que deus divum et hominum sator, la source des dieux et des hommes.»

## Dans Baudelaire
Baudelaire critiquait à la fois le besoin de religion et la médiocrité des artistes néo-païens dans un texte intitulé "L'École païenne" :
Pastiche ! pastiche ! Vous avez sans doute perdu votre âme quelque part, dans quelque mauvais endroit, pour que vous couriez ainsi à travers le passé comme des corps vides pour en ramasser une de rencontre dans les détritus anciens ? Qu'attendez-vous du ciel ou de la sottise du public ? Une fortune suffisante pour élever dans vos mansardes des autels à Priape et à Bacchus ? Les plus logiques d'entre vous seront les plus cyniques. Ils en élèveront au dieu Crepitus.

## Flaubert
Dans La Tentation de saint Antoine, Gustave Flaubert prête à Crepitus le discours mémorable suivant : 
CREPITUS : Moi aussi l'on m'honora jadis. On me faisait des libations. Je fus un Dieu ! 
L'Athénien me saluait comme un présage de fortune, tandis que le Romain dévot me maudissait les poings levés et que le pontife d'Égypte, s'abstenant de fèves, tremblait à ma voix et pâlissait à mon odeur.
Quand le vinaigre militaire coulait sur les barbes non rasées, qu'on se régalait de glands, de pois et d'oignons crus et que le bouc en morceaux cuisait dans le beurre rance des pasteurs, sans souci du voisin, personne alors ne se gênait. Les nourritures solides faisaient les digestions retentissantes. Au soleil de la campagne, les hommes se soulageaient avec lenteur.
J'ai eu mes jours d'orgueil. Le bon Aristophane me promena sur la scène, et l'empereur Claudius Drusus me fit asseoir à sa table. Dans les laticlaves des patriciens j'ai circulé majestueusement ! Les vases d'or, comme des tympanons, résonnaient sous moi ; -- et quand plein de murènes, de truffes et de pâtés, l'intestin du maître se dégageait avec fracas, l'univers attentif apprenait que César avait dîné !